# Religiosas de la Beata Virgen María
La Congregación de Religiosas de la Beata Virgen María (oficialmente en inglés: Congregation of Religious of the Blessed Virgin Mary) es una congregación religiosa católica femenina, de vida apostólica y de derecho pontificio, fundada por Ignacia del Espíritu Santo, en Manila (Filipinas), en 1684. A las religiosas de este instituto se les conoce como Religiosas de la Virgen María y posponen a sus nombres las siglas R.V.M.

## Historia

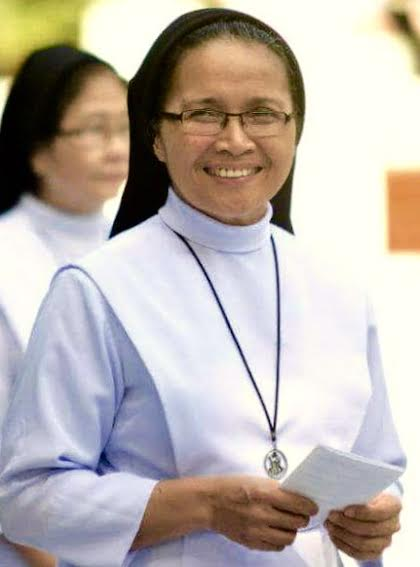
La religiosa filipina María Corazón D. Agda es la actual superiora general del instituto.

La religiosa filipina Ignacia del Espíritu Santo fundó un beaterio, en la ciudad de Manila, en 1684, cuando las islas pertenecían a la Corona española. Paolo Klein, sacerdote misionero jesuita fue la mano derecha de Ignacia durante el periodo fundacional. Por esta razón, desde los orígenes del instituto, las religiosas se encargaban de la preparación de ejercicios espirituales para las mujeres de la sociedad filipina, luego se dedicaron a acoger en su beaterio a mujeres ancianas y abandonadas. Más tarde, sumaron a sus actividades la educación a los jóvenes. La aprobación diocesana de la casa de Manila fue aprobada por el arzobispo en 1732. En 1931 recibieron la aprobación pontificia mediante el decreto de alabanza y la aprobación definitiva de sus constituciones en 1944.

## Organización
La Congregación de Religiosas de la Beata Virgen María es un instituto religioso centralizado, cuyo gobierno es ejercido por una superiora general. En la actualidad dicho cargo lo ejerce la religiosa filipina Maria Corazón D. Agda. La casa general se encuentra en Quezon City (Filipinas).
Las religiosas se dedican a la educación y formación cristiana de la juventud. Además, siguiendo el tradicional carisma ignaciano, preparan y dictan ejercicios espirituales para laicos y religiosos. En 2015, la congregación contaba con unas 741 religiosas y 112 comunidades, presentes en Canadá, Estados Unidos, Filipinas, Ghana, Indonesia, Italia, Pakistán y Taiwán.